# Dohrniphora cambuquira
Dohrniphora cambuquira är en tvåvingeart som beskrevs av Borgmeier 1960. Dohrniphora cambuquira ingår i släktet Dohrniphora och familjen puckelflugor. Inga underarter finns listade i Catalogue of Life.